# Shane Lewis (Schwimmer)
Shane Edward Lewis (* 18. März 1973; † 21. Februar 2021) war ein australischer Schwimmer.

## Biografie
Bei den Olympischen Sommerspielen 1992 in Barcelona belegte Lewis im Wettkampf über 100 Meter Brust den 28. Platz.